# Nalang
Nalang är en köping i nordvästra Kina. Den ligger i Jonê härad i den autonoma prefekturen Gannan för tibetaner i provinsen Gansu, omkring 170 kilometer söder om provinshuvudstaden Lanzhou. Antalet invånare är 7 275. Befolkningen består av 3 426 kvinnor och 3 849 män. Barn under 15 år utgör 20,0 %, vuxna 15-64 år 74 %, och äldre över 65 år 5,0 %.